# Nikki Andersson
Nikki Andersson, pseudonimo di Nikoletta Prusinszky (Budapest, 11 marzo 1977), è un'ex attrice pornografica ungherese.

## Biografia
È stata la Penthouse Pet of the Month nel maggio 2000. Il vero nome della Andersson è Nikoletta Prusinszky ed è considerata una delle più famose attrici pornografiche ungheresi. Il suo debutto risale al 1996. La sua prima scena hard risale al film Private Gold 13 - The Pyramid 3, girato interamente in Egitto. Nel 1997 ottiene il premio Hot d'or come migliore attrice europea per la sua interpretazione nel film L'enjeu du auspicable. Durante la sua carriera di attrice, tra il 1996 ed il 2002, ha partecipato a 152 film, nei quali ha interpretato sia ruoli eterosessuali che omosessuali. 
Dal 2005 vive a Brescia e lavora come Disc jockey.

## Riconoscimenti
- Hot d'or – Migliore starlett europea – 1997
- Hot d'or – Migliore attrice europea – 1999, per L'enjeu du desir[5]
- Penthouse Pet of the Month – maggio 2000

## Filmografia
- Private Gold 13 - The Pyramid 3 (1996)
- Private Gold 14: Sweet Baby (1996)
- Private Gold 15: Sweet Baby 2 (1996)
- Rocco non muore mai (1996)
- Triple X 21 (1996)
- Buttman in Budapest (1997)
- Euro Angels 1 (1997)
- Euro Angels 2 (1997)
- Euro Angels 3 (1997)
- Private Best of the Year 1998 - Do It (1997)
- Private Castings X 3 - Lost Virginity (1997)
- Private Gaia 5 - The Temptations of Clarisse (1997)
- Private Gold 15 - Sweet Lady 2 (1997)
- Private Stories 18 - Wet, Wet, Wet (1997)
- Triple X 27 (1997)
- Triple X 30 (1997)
- Voyeur 10 (1997)
- Big Ass Greek Machine of Butt Row (1998)
- Bodyslammin' 2 - Down & Dirty (1998)
- Buttman Confidential (1998)
- California Cocksuckers 4 (1998)
- Christoph Clark's Euro Hardball 1 (1998)
- Dark Lady (1998)
- Euro Angels 4 (1998)
- Euro Angels 6 (1998)
- Euro Angels 8 - Tunnels of Love (1998)
- Euro Angels 10 - Anal Decadence (1998)
- La contessa svergognata (1998)
- Lecher (1998)
- Lewd Conduct 1 (1998)
- Luxury Nurse (1998)
- North Pole 2 - The Loadman Cummeth (1998)
- Oversexed Video Magazine 1 (1998)
- Pick Up Lines 31 (1998)
- Pick Up Lines 32 (1998)
- Pirate 5 - Love Me Deadly (1998)
- Pick Up Lines 25 (1998)
- Sodomania 26 - Squirm Sockets (1998)
- Sodomania 27 - The Error of My Ways (1998)
- Video Adventures of Peeping Tom 14 (1998)
- Wanderlust (1998)
- X-Tra Edition 2 (1998)
- Aphrodisiac (1999)
- Beach Bunnies With Big Brown Eyes 6 (1999)
- California Cocksuckers 13 (1999)
- California Cocksuckers 14 (1999)
- Dirty Deals (1999)
- Eternal (1999)
- Euro Angels Hardball 3 - Anal Therapy (1999)
- Euro Angels 13 - Fun Funnels (1999)
- Gaper Capers (1999)
- Harem (1999)
- In Search of Awesome Pussy 2 (1999)
- Just 18 2 - Rookie Whores! (1999)
- Lust World (1999)
- Nikky Anderson Story (1999)
- Pick Up Lines 35 (1999)
- Private Movies - Sex Slider (1999)
- Biancaneve 10 anni dopo (1999)
- Suspicion (1999)
- Taboo of Tarot (1999)
- The Best by Private 15 - Millennium (1999)
- Valentino's Sexual Reality 3 - Banging in Budapest (1999)
- Ass Angels (2000)
- Extreme Doggie 9 (2000)
- Foot Lovers Only 2 (2000)
- Foreign Bodies (2000)
- Hot Sex on the Riviera (2000)
- Private Penthouse 5 - Italian Flair (2000)
- Rocco - Animal Trainer 4 (2000)
- Sex Gate (2000)
- Up and Cummers 75 (2000)
- Affairs of Desire (2000)
- Barefoot Confidential 7 (2001)
- Cumspiracy (2001)
- Dynamite Blowjobs 9 (2001)
- Euro Angels Hardball 4 (2001)
- Private Gaia 6 - Profession - Porn Actress (2001)
- Private Life of Nikki Anderson (2001)
- Private Penthouse 6 - The Last Muse (2001)
- Real Female Masturbation 11 (2001)
- Seether (2001)
- Sunflower Lady (2001)
- The Best by Private - Stars (2001)
- The Best by Private 3 - Best Russians (2001)
- Triple X Files 2 (2001)
- Virtualia Episode 1 - Cyber Sex (2001)
- Hypnotic Games (2002)
- Private Life of Wanda Curtis (2002)
- Private Lust Treasures 6 (2002)
- Amplesso (2002)
- Ass Slammers 2 (2003)
- Magic Perversion (2003)
- Only the Best of Seymore Butts 9 (2003)
- Private Life of Laura Angel (2003)
- Seymore Butts' Tight Squeeze (2003)
- Voyeur's Favorite Blowjobs and Anals 7 (2003)
- Busty Bimbos 6 (2004)
- Private Castings X 33 - Victoria (2004)
- Sex Fashion (2004)
- The Best By Private 56 - Maid to be Laid (2004)
- The Best By Private 64 - Penthouse Greatest Moments 2 (2005)
- The Voyeur's Best Anal Blond Cocksuckers (2005)
- Buttman's Nordic Blondes (2010)
- Love and Pain (2010)
- Luxury Nurses (2011)